# Bahabón de Esgueva (kommunhuvudort)
Bahabón de Esgueva är en kommunhuvudort i Spanien.   Den ligger i provinsen Provincia de Burgos och regionen Kastilien och Leon, i den centrala delen av landet, 160 km norr om huvudstaden Madrid. Bahabón de Esgueva ligger 918 meter över havet och antalet invånare är 120.
Terrängen runt Bahabón de Esgueva är platt. Runt Bahabón de Esgueva är det mycket glesbefolkat, med 3 invånare per kvadratkilometer. Närmaste större samhälle är Lerma, 18,4 km norr om Bahabón de Esgueva. Trakten runt Bahabón de Esgueva består till största delen av jordbruksmark.